# تفنگ اهرمی

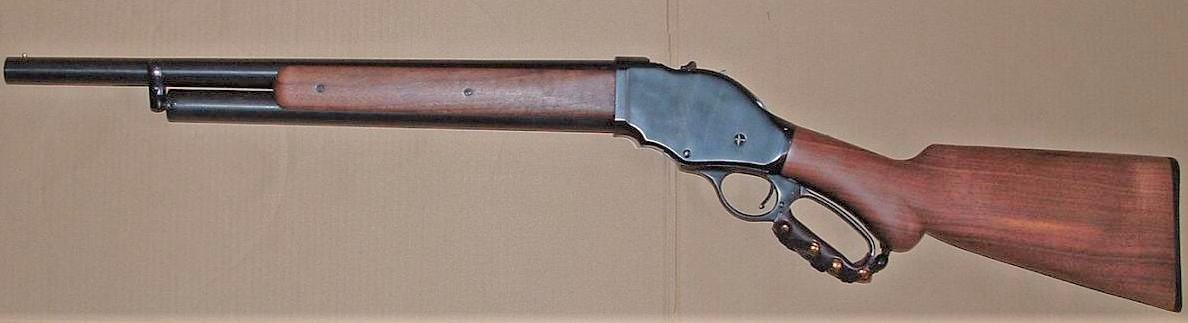
تفنگ اهرمی وینچستر مدل ۱۸۸۷

به تفنگهایی که با کشیدن اهرمی که زیر اسلحه قرار دارد مسلح می‌شوند تفنگ اهرمی می‌گویند.